# Curt Meyer-Clason
Curt Meyer-Clason (Ludwigsburg, 19 september 1910 – München, 13 januari 2012) was een Duits schrijver en vertaler.

## Biografie
Na zijn studies werkte Meyer-Clason in Bremen, alvorens naar Argentinië en Brazilië te trekken. In 1955 keerde hij terug naar Duitsland. Vanaf de jaren 60 legde hij zich toe op het vertalen van boeken uit het Portugees, Spaans en Latijn. Van 1969 tot 1976 werkte Meyer-Clason voor het Goethe-Institut in Lissabon.
Meyer-Clason won diverse literaire prijzen, vooral voor zijn vertaalde werken, zoals de Johann-Heinrich-Voß-Preis für Übersetzung in 1975. 
Hij overleed in 2012 op 101-jarige leeftijd.

## Beknopte bibliografie
- Literature Alemana Actual, 1969
- Erstens die Freiheit, 1978
- Bin Gleich Wieder Da, 2000

- Biblioteca Nacional de España: XX898606
- Bibliothèque nationale de France: cb14614149j (data)
- Gemeinsame Normdatei: 118581953
- International Standard Name Identifier: 0000 0001 0887 1255
- Library of Congress Control Number: n89624732
- Nationale Bibliotheek van Letland: 000231613
- Nationale Bibliotheek van Tsjechië: jn19990005653
- Nationale Bibliotheek van Israël: 987007278928205171
- Nationale Bibliotheek van Polen: a0000001035139
- Nederlandse Thesaurus van Auteursnamen: 072214848
- Système universitaire de documentation: 071211861
- Virtual International Authority File: 34709402
- WorldCat: E39PBJt8gPggm9XMgx8jmP9Rrq